# زیارت، پاکستان
زیارت (به انگلیسی: Ziarat) یک ناحیه در پاکستان است که در ایالت بلوچستان واقع شده‌است. زیارت ۱۰٬۰۰۰ نفر جمعیت دارد و ۲٬۵۴۳ متر بالاتر از سطح دریا واقع شده‌است.